# Bonneviella gracilis
Bonneviella gracilis is een hydroïdpoliep uit de familie Bonneviellidae. De poliep komt uit het geslacht Bonneviella. Bonneviella gracilis werd in 1939 voor het eerst wetenschappelijk beschreven door Fraser. 